# Aperaamo Loe
Aperaamo Alauni Loe (ur. 2006) – zapaśnik z Samoa Amerykańskiego walczący w obu stylach. 
Wicemistrz miniigrzysk Pacyfiku w 2025. Srebrny i brązowy medalista mistrzostw Oceanii w 2025. Wygrał miniigrzyska Pacyfiku w zapasach plażowych w 2025 roku.